# Trikāya
(Saṃyutta Nikāya, 22.87)

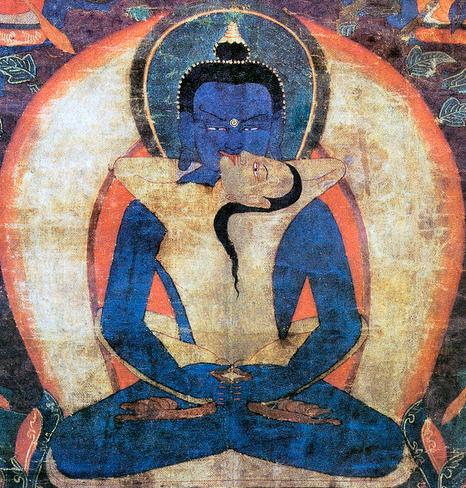
L'Ādibuddha Samantabhadra
in un dipinto tibetano del XVII secolo. Il buddha originario (Ādibuddha) Samantabhadra è raffigurato nudo e senza alcun attributo perché è solo sé stesso. Qui è presentato simbolicamente unito nell'atto sessuale (yuganaddha, tib. yab-yum) con la sua prajñā Samantabhadrī che possedendo il suo nome significa che è uguale a lui, da lui viene emanata e con lui si fonde. Il colore del suo corpo è azzurro e simboleggia la vacuità (śunyātā). Essendo un "buddha originario" rappresenta, nel Buddismo Vajrayāna, il contenuto dell'esperienza del Dharmakāya.

Trikāya (sanscrito; letteralmente: "tre corpi", devanāgarī: त्रिकाय;  cinese: 三身 sānshēn, giapponese: sanjin; tibetano: sku gsum; coreano: 삼신 sam sin; vietnamita: tam thân). Tre Corpi [del Buddha] è una dottrina del Buddismo Mahāyāna.
Secondo la più diffusa dottrina del Trikāya vi sarebbero i seguenti tre corpi di Buddha:
- il Dharmakāya, il "Corpo del Dharma", ovvero il corpo che corrisponde al piano degli insegnamenti, o della realtà ultima: immateriale, privo di forma, inconcepibile. Esso corrisponde alla vacuità della illuminazione. Riassume in sé gli altri due corpi ed è indicato anche con il termine dharmatākāya (Corpo della Realtà).

- il Saṃbhogakāya, il "Corpo di Fruizione" o "Corpo di Completo Godimento", corrisponde al corpo del Buddha visibile ai Bodhisattva nelle Terre Pure, dotato di tutti i segni e gli attributi della Buddhità (dvātrimāśadvaralakṣaṇa). È il primo dei "Corpi formali" (Rūpakāya).

- il Nirmāṇakāya, il "Corpo di Emanazione": il corpo fenomenico con cui appare e predica in un dato universo in un determinato tempo. La sua origine è il Dharmakāya mentre la sua causa è la compassione nei confronti degli esseri senzienti.

## Origini dottrinali
Nel Buddismo delle prime scuole il problema della "scomparsa" del Buddha storico, entrato nel parinirvāṇa, veniva risolta con la venerazione delle śarīrāḥ (reliquie) conservate negli stūpa e con l'identificazione totale della dottrina stessa, il Dharma, con il corpo fisico del Tathāgata storico.
Così nel Canone pāli della scuola buddista Theravāda, probabile erede dell'antica scuola indiana Vibhajyavāda, vengono elencati tre tipi di corpo del Gautama Buddha:
- il Caturmahābhūtikāya, ovvero il corpo umano con cui si manifestò storicamente;
- il Manomayakāya, il corpo mentale con cui si recò nei mondi trascendentali mentre era ancora in vita;
- il Dhammakāya, ovvero il "corpo" dei suoi insegnamenti che, se non può essere considerato un vero e proprio "corpo" è ciò che rimane di lui essendosi egli definitivamente estinto nel parinibbāṇa[2].

Anche nella scuola Sarvāstivāda Gautama Buddha viene presentato con tre corpi (kāya).: 
- Dharmakāya (Corpo del Dharma), che consisterebbe in un "corpo" del mondo fenomenico puro ottenuto grazie all'acquisizione delle qualità buddhiche da parte di Gautama Buddha. Anche se composto anch'esso da cinque aggregati (pāñcāṅga dharmakāya) questo corpo è sovramondano (lokottara) e non fisico;
- Vipākakāya (Corpo della retribuzione) denominato anche Rūpakāya (corpo della forma) e rappresenta il corpo fisico del Buddha contraddistinto dai Trentadue segni maggiori di un Buddha (o "Trentadue caratteristiche della perfezione", sans. Dvātrimāśadvaralakṣaṇa);
- Nirmāṇakāya (Corpo di emanazione) in cui Gautama Buddha manifesta la sua energia sacra (adhiṣṭhāna) che gli consente di restare per un intero kalpa ad aiutare gli esseri sofferenti.

Per i Lokottaravāda. Gautama Buddha si manifesta miracolosamente nel mondo per aiutare gli esseri senzienti (sattva). Questa scuola identifica il Rūpakāya (corpo della fisico ovvero della "forma") con il corpo mentale (Manomayakāya).

## IlTrikāyanel Mahāyāna

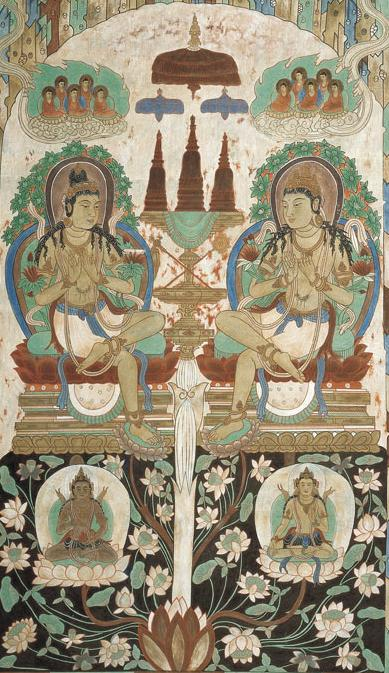
Un antico dipinto cinese, rinvenuto nelle Grotte di Yulin nei pressi di Dunhuang, che rappresenta il dialogo tra il Buddha Śākyamuni e il Buddha Prabhūtaratna riportato nel Sutra del Loto.

Con lo sviluppo delle scuole Mahāyāna si assiste a delle nuove interpretazioni e sviluppi dottrinali del concetto stesso del corpo del Buddha.
Queste analisi si possono riscontrare in forma embrionale nel più antico dei testi della Prajñāpāramitā, l'Aṣṭa-sāhasrikā-prajñā-pāramitā Sūtra (Sutra della perfezione della saggezza in ottomila stanze) e nel Saddharmapundarīka-Sūtra. In queste opere si vuole mettere in crisi il valore del culto puramente esteriore rivolto agli stūpa e sostituirlo con una venerazione consapevole rivolta alla parola scritta.
.
Nel Aṣṭa-sāhasrikā si sottolinea l'impossibilità di "vedere" il Buddha attraverso la rappresentazione fisica del Sugāgata: il suo Rūpakāya ("corpo di forma") viene nettamente differenziato dal suo Dharmakāya, che non solo è il "corpo della Dottrina" ma si identifica con la śunyātā (vacuità) stessa, assumendo un valore metafisico.
Il Saddharmapundarīka-Sūtra si apre fin dal primo capitolo con il Buddha storico che permette all'assemblea riunita di vedere innumerevoli universi in cui contemporaneamente infiniti Buddha predicano il Dharma. Nell'undicesimo capitolo appare in cielo uno stūpa che dischiudendosi rivela il Buddha Prabhūtaratna, che in tempo immemorabile fece voto di apparire ogni qual volta un Buddha spieghi la dottrina del Sutra del Loto stesso.
Questa narrazione da un lato infrange le convinzioni e convenzioni del Buddismo allora più diffuso, che sosteneva che in un dato universo e in un determinato kalpa si potesse avere un solo Buddha. Sola eccezione e effettivo passaggio fisico da un eone all'altro era supposto essere il solo corpo incorrotto di Mahākāśyapa, il quale si riteneva fosse in attesa, all'interno del monte Gurupada (nei pressi di Gaya) che Maitreya diventasse Buddha nel futuro per potergli consegnare la ciotola dell'elemosine appartenuta al Buddha storico. D'altro lato questo insegnamento vuole portare a concepire non solo il corpo del Buddha come identico alla śunyātā, ma anche come moltiplicabile all'infinito sul piano della liberazione di tutti gli esseri senzienti.
Il successo di questa teoria in Estremo Oriente è testimoniata dal grande numero di statue prodotte attorno al V secolo che rappresentano due Buddha seduti assieme in muto dialogo, appunto i Prabhūtaratna e Śākyamuni dell'undicesimo capitolo del Saddharmapundarīka-Sūtra.
Nel Prajñā-pāramitā-śastra attribuito a Nāgārjuna, la dottrina dei Trikāya non ha ancora raggiunto la maturità, rimanendo ancora legata a "due corpi" come nei testi precedenti, dove il Dharmakāya è ancora definito dalle qualità di un corpo ipostatizzato ma non ancora identico alla śunyātā.

Solo con i mādhyamika Bhāvaviveka (circa 500-578) e Candrakīrti (VI-VII secolo) e poi con Prajñākaramati (X secolo) il Dharmakāya si identifica con la Realtà stessa, la Vacuità.

### Il Trikāya nello Yogācāra
La forma definitiva della dottrina del Trikāya la si raggiunge in ambito Yogācāra con il Mahāyānasūtrālaṃkāra ("L'ornamento del discorso del Veicolo Universale"), esposto secondo tradizione da Maitreyanātha e commentato da Asaṅga e Vasubandhu.
In questa scuola il Dharmakāya viene a svolgere un ruolo centrale: non solo viene definito come essenza non duale del corpo del Buddha, ma in quanto flusso di coscienza puro (ma dipendente, e pertanto non increato né eterno, in quanto Buddha si diventa) si trova a essere essenza stessa della Buddhità, e come tale diventa non più connesso a un singolo Buddha o a una loro pluralità.
Non solo: nel contesto Yogācāra in quanto flusso di mentale il Dharmakāya diventa il solo luogo reale, mentre il fenomenico (che in ambito buddista comprende anche i fenomeni mentali quali i pensieri, "oggetti" del lavoro dell'organo della mente) si riducono a espressioni illusorie.
Il Saṃbhogakāya diventa quindi il corpo di fruizione, con i tradizionali trentadue segni visibili della buddhità, che nelle Terre Pure predica i sūtra Mahayāna ai Bodhisattva. Infine i Nirmāṇakāya rimangono quindi semplici mezzi opportuni di predicazione nei mondi impuri, reali solo nella misura in cui servono allo scopo della liberazione degli esseri senzienti imprigionati nell'ignoranza.
In seguito, con la critica di scuola Huāyán di Fǎzàng 法藏 (643-712), forte dell'elaborazione della dottrina del Dharmadhātu nei cui ultimi reami vengono a cadere le ostruzioni tra i fenomeni e tra fenomeni e principio, si destruttura la concettualizzazione Yogācāra del Trikāya: alla luce della prajña non c'è limite al Dharmakāya: questo pervade tutti i fenomeni e non è da questi differenziabile, astraibile né è altro esterno ad essi.
Quest'ultimo sviluppo permetterà, tra l'altro, di fondare le basi dottrinali in Cina del Buddismo Chán.